# Marcela Lombardo Otero
Marcela Lombardo Otero (Ciudad de México, 20 de marzo de 1926-5 de marzo de 2018) fue una política mexicana, hija del sindicalista de izquierda Vicente Lombardo Toledano, fundador del Partido Popular Socialista (PPS).
Fue diputada por este partido a la L Legislatura de 1976 a 1979 y en la LIV Legislatura de 1988 a 1991. Para la elección de 1988, fue la única candidata postulada por alguno de los partidos que conformaban el Frente Democrático Nacional (la coalición de izquierda) en ganar la elección en su distrito.
Fue candidata por el PPS a la Presidencia de México en 1994, en la cual tuvo un perfil muy bajo al obtener el 0.49% de los votos con lo que su partido perdió el registro al quedar en un muy lejano octavo lugar; su partido volvió a recuperar el registro en 1997, solo para perderlo definitivamente; 
Directora emérita del Centro de Estudios Filosóficos, Políticos y Sociales Vicente Lombardo Toledano.
Falleció el 5 de marzo de 2018 a la edad de 91 años.